# Петренкове (Лебединський район)
Петре́нкове, — колишнє село в Україні, у Лебединському районі Сумської області. Підпорядковувалось Ворожбянській сільській раді.
В селі розташовувався за радянських часів відділок колгоспу, була водонапірна башта. Село зняте з обліку в 1980-х роках.

## Географічне розташування
Петренкове знаходилося на правому березі річки Псел, за 1 км вище по течії знаходиться Шпилівка. Навколо села знаходиться великий лісовий масив, поруч проходить автомобільна дорога Т 1909.